# Lila csenkesz
A lila csenkesz (Festuca amethystina) az egyszikűek (Liliopsida) osztályának perjevirágúak (Poales) rendjébe, ezen belül a perjefélék (Poaceae) családjába tartozó faj.

## Megjelenése
Alacsony, legfeljebb 15-20 centiméter magasságú, tömött csomókban növő szálfű. Virágzata bugavirágzat, jellemzően a nyár első felében virágzik.

## Előfordulása
A faj jégkorszaki reliktumfaj, Magyarországon csak néhány helyen él, az Északi-középhegységben például csak a Mátrában, de előfordul a Budai-hegységben is. Díszfűként is termesztik, illetve alkalmazzák.

## Természetvédelmi státusza
Védett faj, természetvédelmi értéke 5000 forint. A Magyarországi Vörös könyv 1989-es kiadása a potenciálisan veszélyeztetett növényfajok között szerepelteti.